# Gurbănești
Gurbănești – wieś w Rumunii, w okręgu Călărași, w gminie Gurbănești. W 2011 roku liczyła 505 mieszkańców.